# 장교동 한규설 가옥
장교동 한규설 가옥(長橋洞韓圭卨家屋)은 조선 말기의 무관으로 병조판서·한성판윤을 지냈고, 독립협회에 참여하였으며, 광무 9년 의정부 참정으로 일제의 을사조약 체결을 끝까지 반대한 한규설의 집으로, 본래 대한민국 서울특별시 중구 장교동에 있었다. 도시개발에 따라 철거 위험에 있던 것을 김성곤의 아내 김미희로부터 기증 받아 정릉동 국민대학교 구내로 옮겨, 1980년 12월 20일 완공하였다. 국민대학교에서는 이를 명원민속관이라는 명칭 하에 다례 수업 등에 활용하고 있다.
장교동에 있을 당시에는 큰길에서 서북방으로 들어서면 동남향한 솟을대문을 마주하게 되고, 이 솟을대문을 들어서면 행랑마당에 이르도록 되어 있었다. 본래 솟을대문 좌우로 행랑채가 있었다고 판단되어 이건하면서 복원하였다.
행랑마당의 서쪽에는 사랑채, 북쪽에는 안채와 사당, 그리고 별채가 있는데, 본래 중문간 행랑채와 사이담이 있었다고 판단되어 이건하면서 복원하였다.

## 참고자료
- 장교동 한규설 가옥 - 국가유산청 국가유산포털

 본 문서에는 서울특별시에서 지식공유 프로젝트를 통해 퍼블릭 도메인으로 공개한 저작물을 기초로 작성된 내용이 포함되어 있습니다.